# Corethrella hirta
Corethrella hirta är en tvåvingeart som beskrevs av Art Borkent 2008. Corethrella hirta ingår i släktet Corethrella och familjen Corethrellidae.
Artens utbredningsområde är Costa Rica. Inga underarter finns listade i Catalogue of Life.